# تعليم بديل
التعليم البديل يشمل العديد من المناهج التربوية التي تختلف عن أساليب التربية السائدة. ويمكن العثور على بيئات التعلم البديلة هذه داخل مدارس الدولة، والمدارس المستقلة، فضلا عن بيئات التعلم المنزلية. العديد من البدائل التعليمية تؤكد على أحجام الفصول الصغيرة، والعلاقات الوثيقة بين الطلاب والمعلمين والإحساس بالانتماء للمجتمع.
يختلف الإطار القانوني لهذا التعليم حسب المنطقة، ويحدد أي التزام بالامتثال للاختبارات والدرجات القياسية السائدة.
يمكن أن تشمل النهج التربوية البديلة هياكل مختلفة، كما هو الحال في الفصول الدراسية المفتوحة، والعلاقات المختلفة بين المعلم والطالب، كما هو الحال في جمعية الأصدقاء الدينية والمدارس الحرة، و/ أو المناهج وطرق التدريس المختلفة، كما في مدارس والدورف ومونتيسوري. وتشمل مرادفات «البديل» في هذا السياق «غير تقليدية» و«غير تقليدية» و«غير موحدة». يستخدم المربون البديلون مصطلحات مثل «أصيلة» و«شمولية» و«تقدمية».

## التاريخ

### من القرن الثامن عشر حتى القرن الحادي والعشرين
نشأ التعليم البديل استجابة لقيام التعليم الموحد والإلزامي على مدى القرنين أو الثلاثة قرون الماضية. المربون بما في ذلك جان جاك روسو، والسويسري يوهان هاينريش بيستالوزي؛ وأموس برونسون ألكوت، ورالف والدو إيمرسون، وهنري ديفيد ثوريو؛ ومؤسسي التعليم التقدمي جون ديوي وفرانسيس باركر والرواد التربويين مثل فريدريش فروبيل وماريا مونتيسوري ورودولف شتاينر يعتقدون أن التعليم يجب أن يربي الطفل النامي على عدة مستويات: ليس فقط من الناحية الفكرية، ولكن أيضا معنويا وروحيا وعاطفيا ونفسيا، وجسديا. بعد الحرب العالمية الثانية تم تطوير نهج ريجيو إميليا البديل لتعليم الطفولة المبكرة في إيطاليا، الذي قدمه لوريس مالاغوزي.
قام النقاد الثقافيون مثل جون كالدويل هولت وبول جودمان وفريدريك ماير وجورج دينيسون بفحص التعليم من وجهة النظر الفردية واللاسلطوية والتحررية. انتقد كتاب آخرون من باولو فرير للمعلمين الأمريكيين هربرت كول وجوناثان كوزول التعليم الغربي من وجهة نظر السياسة الليبرالية والراديكالية. وتدعم الحجة الداعية إلى اتباع نهج يخدم مصالح الفرد وأسلوب تعلمه من خلال البحوث التي تشير إلى أن نموذج المتعلم المسؤول هو أكثر فعالية من نموذج المعلم المسؤول. وقد حدد رون ميلر خمسة عناصر مشتركة بين البدائل التعليمية:
1. احترام الشخص
2. التوازن
3. اللامركزية في السلطة
4. عدم التدخل في المجالات السياسية والاقتصادية والثقافية للمجتمع
5. نظرة شاملة.

في العصر الحديث، على الأقل في بعض المناطق، أصبح الحق القانوني في توفير البدائل التعليمية جنبا إلى جنب مع واجب توفير التعليم للأطفال في سن المدرسة.

## محليات

### كندا
يقع التعليم في كندا ضمن اختصاص حكومة المقاطعة. ويقدم التعليم البديل في بعض المدارس العامة، مثل مدرسة مونتينفيو مونتيسوري، وكذلك في المدارس المستقلة، مثل مدارس تورونتو مونتيسوري ومدرسة فانكوفر والدورف.

#### أصول
التعليم البديل في كندا ينبع من وجهة نظر فلسفية تربوية من وجهة نظر، التقدمية والحرارية.  ووفقا ليفين، اعتمد عام 2006 مصطلح «البديل» جزئيا إلى التمييز بين هذه المدارس ومدارس الوالدين ومدارس الطالب والمعلم والمستقلة التي سبقتها (ومنها بعض المدارس تطورت في الواقع) والتأكيد على والتزام مجلس الإدارة بالخيارات داخل نظام المدارس العامة. ويؤكد التقاليد التعليمية التقدمية على الحاجة إلى إدماج المناهج الدراسية والتدريس لتتناسب مع مراحل نمو الطفل والاندماج التدريجي للطفل في المجتمع البالغ من خلال التعلم التجريبي المخطط له. سوف تكون مصادر التحفيز من الفيلسوف جون ديوي في الولايات المتحدة، من مدارس ما بعد الحرب العالمية الأولى الجديدة في بريطانيا العظمى ومدارس شتاينر / والدورف في أوروبا. ويركز التقليد الليبرالي على حقوق الآباء والأمهات والأطفال لجعل خياراتهم التعليمية والحياتية. كما لاحظ ليفين «فهي متجذرة في الاعتقاد لدعم الحرية الفردية والخير الفطري للطفل ضد المطابقة المؤسسية والاجتماعية والتأثيرات الفاسدة للمجتمع الحديث».

#### أنواع المدرسة
شهدت الثمانينيات التحول إلى المدارس الخاصة و/ أو البرامج الخاصة بالطلبة المتفوقين في الأوساط الأكاديمية، والموهوبين فنيا، أو من خلال برامج تربط التعليم مع مكان العمل في مشروع تعاوني. ويمكن اعتباره تطورا طبيعيا للتعليم لتقديم خيارات وليس نهجا واحدا متناغما يناسب الجميع. وقد وفرت معظم المدارس الثانوية البديلة الخاضعة للولاية القضائية العامة برامج دراسية مستقلة وبرامج المهارات الأساسية، وكانت مدارس ثانوية صغيرة مزيجا من الدورات التقليدية وغير التقليدية، والمدارس التي تركز على الفنون. كما عرضوا دروسا أصغر، وعلاقات أوثق وأكثر رسمية مع المدرسين، ومرونة أكبر في اختيار الدورات وجداولها الزمنية. آخر التطورات في التعليم البديل في كندا قد يكون لمتابعة الولايات المتحدة في حركة «مدرسة الميثاق». وفي الولايات المتحدة الأمريكية أصدرت تشريعات تسمح لدوائرها التعليمية أو مجالس المدارس المحلية بإصدار «المواثيق» مباشرة إلى المدارس الفردية الراغبة في العمل بشكل مستقل. ألبرتا هي المقاطعة الأولى التي تبنت بالفعل هذا النموذج.

### الهند
منذ أوائل القرن العشرين، ناقش اختصاصيو التوعية ونفذوا أشكالا بديلة من التعليم، مثل جامعة فيسفا-بهاراتي في جامعة روبندرونات طاغور، ومركز سري أوروبيندو الدولي، ومدارس جيدو كريشنامورتي. التعليم التقليدي في الهند شمل الطلاب الذين يعيشون في غوروكولاس، حيث تلقوا الغذاء مجانا والمأوى والتعليم من الجورو («المعلم» في السنسكريتية). واستند التقدم إلى الاختبارات التي قدمها المعلمون، ويهدف النظام إلى تعزيز الإبداع لدى الطلاب وتنمية الشخصية. على الرغم من أن التعليم السائد في الهند يقوم على النظام الذي قدمه اللورد ماكولاي، فإن بعض المشاريع تهدف إلى تجديد الأسلوب السابق. بعض الطلاب في هذه المشاريع (وما شابه ذلك) أجروا البحوث في الدراسات السنسكريتية والدراسات الفيدية والعلم الفيدي واليوغا والأيورفيدا. وقام آخرون، بعد الانتهاء من تعليمهم في غوروكولا، الالتحاق بتعميم التعليم العالي.

### اليابان
التعليم الياباني يعد نظام وطني موحد في إطار وزارة التعليم. وقد تم اعتماد الخيارات البديلة الوحيدة، والمدارس الخاصة التي تتمتع بمزيد من الحرية في المناهج الدراسية (بما في ذلك اختيار الكتب المدرسية؛ وتقتصر المدارس الحكومية على الكتب المدرسية المعتمدة من الحكومة)، وأساليب التدريس والمبادئ التوجيهية للتوظيف. وتحتاج جميع المدارس الخاصة تقريبا إلى امتحان دخول تنافسي وتحصيل الرسوم الدراسية، مع توافر عدد قليل من المنح الدراسية. وقد أثار الاهتمام بالتعليم البديل خلال الثمانينيات من القرن الماضي بسبب العنف والتنمر، ورفض المدرسة، واضطراب القلق الاجتماعي، وفي حالات أسوأ حالات الانتحار؛ فإن الرغبة في تمكين الشباب من مواكبة الاقتصاد المعولم هي دفعة إضافية.
«المدرسة الحرة» هو مصطلح يستخدم لوصف مجموعة غير ربحية (أو مدرسة مستقلة) متخصصة في رعاية وتعليم الأطفال الذين يرفضون الالتحاق بالمدارس العادية. تأسست أول مدرسة ديمقراطية في عام 1985 كمأوى للأطفال خارج البيئة المدرسية، وقد تم إنشاء عدد من المدارس الأخرى. في عام 1987 تأسست أول سبع مدارس والدورف في اليابان، وتشمل البدائل الأخرى حركة التعليم المنزلي المتنامية.
في عام 2003 أدخلت اليابان المناطق الخاصة للإصلاح الهيكلي (منطقة الإصلاح الهيكلي الخاصة)، استنادا إلى سياسة المنطقة الاقتصادية الخاصة للصين، والتي تمكن من فتح المدارس المعتمدة من الحكومة توفير التعليم البديل. وبعد عامين، تأسست أول مدرسة من هذا القبيل.
على الرغم من ارتفاع الرسوم الدراسية للمدارس، فإن بعض الآباء يرسلون أطفالهم إلى المدارس الدولية للحصول على الطلاقة في لغة أجنبية (عادة الإنجليزية). على الرغم من أن المدارس الدولية غير معتمدة من قبل الحكومة اليابانية، إلا أن العديد منها يتم الموافقة عليها من قبل بلدهم الأصلي (الولايات المتحدة وكندا وألمانيا وفرنسا وكوريا والصين) وبعضها يقدم برنامج البكالوريا الدولية.

### المملكة المتحدة
في عام 2003، كان هناك حوالي 70 مدرسة في المملكة المتحدة تقدم التعليم على أساس الفلسفات تختلف عن ذلك من التربية السائدة، ونصف منها هي مدارس شتاينر والدورف. مدرسة سمرهيل، التي أنشأتها إيه. إس. نيل في عام 1921، كانت أول مدرسة ديمقراطية. ومعظمهم قد أغلقت منذ ذلك الحين، باستثناء سومرهيل، مدرسة الرمال، مدرسة بارك ومدرسة سمول آركيس. وعلى الرغم من أن هذه المدارس كانت حتى وقت قريب تدفع جميع الرسوم، إلا أن إدخال المدارس الحرة التي تمولها الدولة منذ عام 2011 قد غير المشهد التعليمي. حتى الآن اثنين فقط من «المدارس الحرة» القانونية الممولة تقدم التعليم البديل: أكاديمية شتاينر فرومي، سومرست، وأكاديمية شتاينر هيريفورد.

### الولايات المتحدة
توجد مجموعة متنوعة من بدائل تعليمية في المرحلة الابتدائية والثانوي والعالي في أربع فئات هي: اختيار المدرسة والمدارس المستقلة والتعليم المنزلي. وثيقة وزارة التعليم الأمريكية لتنظيم الدولة للمدارس الخاصة تفيد بالمتطلبات القانونية التي تنطبق على مدارس كي-12 الخاصة في كل من الولايات، بما في ذلك أي متطلبات للمناهج الدراسية. ويذكر التقرير أنه يقصد به أن يكون مرجعا للمسؤولين في المدارس العامة وغير العامة وصانعي السياسات الحكومية. ويؤكد التقرير أن مجالات مماثلة من التعليم يتم تناولها بطرق متنوعة.

#### جمهورية مصر العربية
التعليم البديل في مصر، لا يزال يخطوا أولى خطواته مع انتشار العديد من المدارس ورياض الاطفال التي تنتهج نهج المينتسوري والريجيو إيمليا، بينما لا تزال المدارس التي تنتهج منهج والدورف محدودة في مصر بشكل خاص وفي الوطن العربي بشكل عام، ولكنها آخذة في الإنتشار، لما يلاحظ من اهتمام الآباء والأمهات بهذا النوع من المدارس التعليمية البديلة.

#### اختيار المدرسة
تشمل بدائل المدارس العامة في الولايات المتحدة المدارس المنفصلة والطبقات والبرامج والمدارس شبه المستقلة «داخل المدارس». خيارات اختيار المدارس العامة مفتوحة لجميع الطلاب، على الرغم من أن بعضهم لديهم قوائم انتظار. ومن بين هذه المدارس المستقلة، تجمع بين المبادرات الخاصة وتمويل الدولة، والمدارس المغناطيسية، التي تجذب الطلاب إلى برنامج معين (مثل الفنون التعبيرية).

#### مدارس مستقلة
تتمتع المدارس المستقلة أو الخاصة بمرونة في اختيار الموظفين والنهج التعليمي. العديد من المدارس مونتيسوري ووالدورف (المعروف أيضا باسم المدارس شتاينر، نسبة لمؤسسها رودولف شتاينر). وتشمل المدارس المستقلة الأخرى مدارس ديمقراطية أو حرة، مثل مدرسة كلونلارا، وهي أقدم مدرسة تعمل على الدوام كي-12 في الدولة، ومدارس سودبوري، ومدارس الفصول الدراسية المفتوحة، والمدارس القائمة على التعليم التجريبي والمدارس التي تستخدم منهاجا دوليا مثل البكالوريا الدولية ومدارس الساحة المستديرة. 

#### تعليم منزلي
الأسر التي تبحث عن بدائل لأسباب تربوية أو فلسفية أو دينية، أو إذا لم يكن هناك بديل تعليمي قريب قد تختار التعليم المنزلي. وهناك فرع ثانوي هو التعليم غير المدرسي، وهو نهج يقوم على الفائدة بدلا من المناهج الدراسية. ويدرس آخرون في المدارس الجامعية التي توفر منهاجا دراسيا. دورات المدرسة يعطي الطلاب في العمق، الاهتمام الشخصي في أي موضوع التي يكافحون أو التفوق. وتشكل بعض الأسر المنزلية تعاونية، حيث يمكن للآباء ذوي الخبرة في موضوع تعليم الأطفال من عدد من الأسر في حين يدرس أولادهم أطفالهم.

#### تعليم ذاتي
يتم الاعتراف بالتحقيق الموجه ذاتيا على جميع مستويات التعليم، من «الأطفال غير المتعلمين» إلى التعقيم الذاتي للبالغين، وقد يحدث بشكل منفصل عن (أو مع) أشكال التعليم التقليدية.

### أشكال التعليم البديل
- حركة تعليم ديمقراطي
- لامدرسية
- روضة أطفال الغابات

### معلمين
- جون ديوي
- فريديريك فروبل
- ايفان إيليش
- ديبورا ميير
- ماريا مونتيسوري
- جان جاك روسو
- رودلف شتاينر